# Pelodryadidae
Le Pelodryadidae Günther, 1858, dette raganelle australiane, sono una famiglia di anfibi.

## Distribuzione e habitat
Le specie di questa famiglia sono presenti sul territorio australiano e nella regione di Papua.

## Tassonomia
La famiglia comprende 219 specie raggruppate in tre generi a cui si sommano alcune specie dalla collocazione incerta:
- Litoria Tschudi , 1838 (97 sp.)
- Nyctimystes Stejneger, 1916 (44 sp.)
- Ranoidea Tschudi, 1838 (73 sp.)
- Genere incertae sedis
  - "Litoria" castanea Steindachner, 1867
  - "Litoria" jeudii (Werner, 1901)
  - "Litoria" louisiadensis (Tyler, 1968)
  - "Litoria" obtusirostris Meyer, 1875

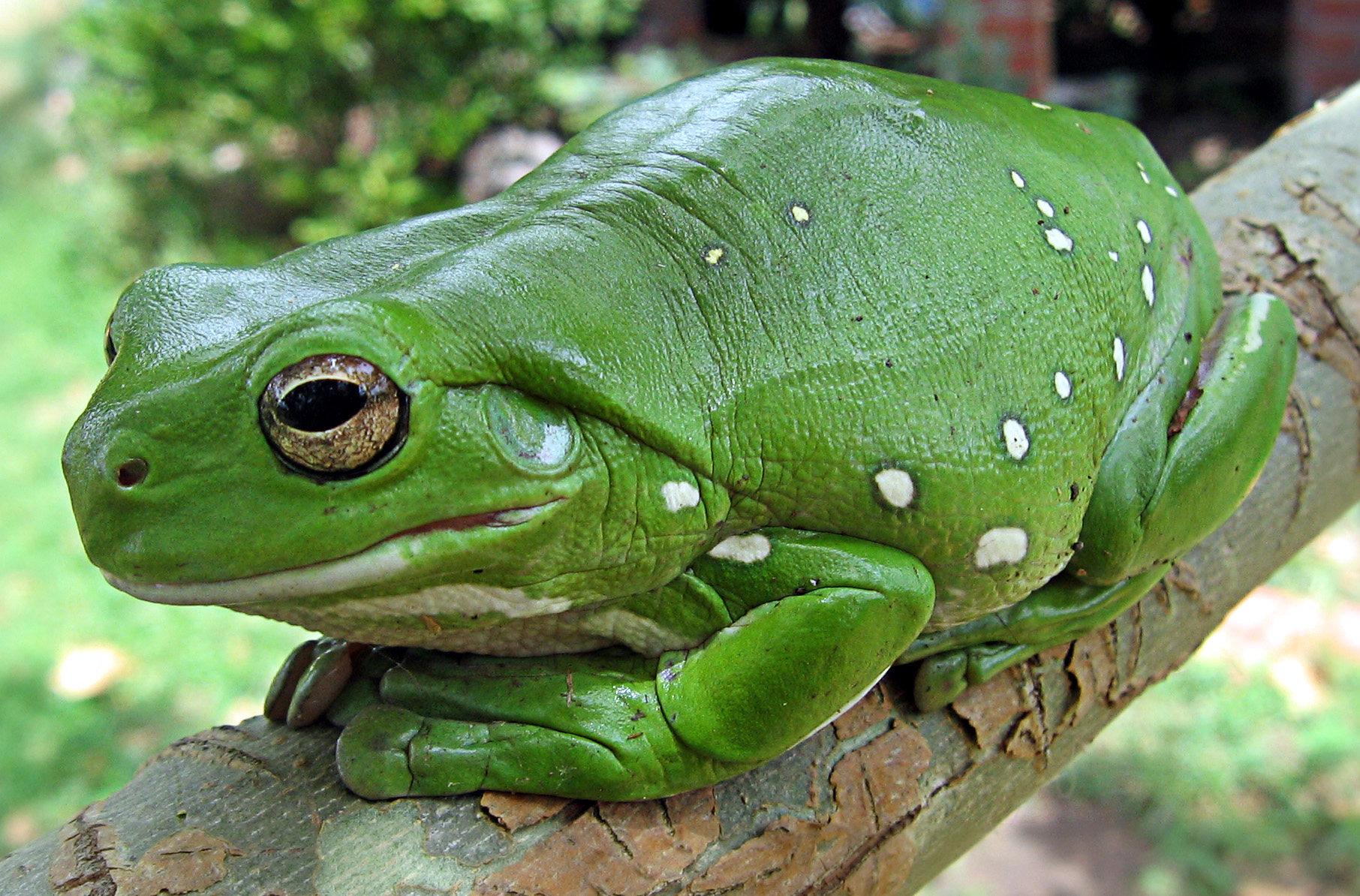
Ranoidea caerulea

  - "Litoria" vagabunda (Peters and Doria, 1878)